# عقبة بن أبي معيط
عقبة بن أبي معيط من كبار مشركي قريش كان يضع سلا الجزور (الأوساخ التي تخرج مع الجمل الصغير أثناء الولادة) بطريق الرسول محمد بن عبد الله، وحاول مرة خنقه بيده.

## اسمه ونسبه
- هو : عقبة بن أبي معيط بن أبي عمرو بن أمية بن عبد شمس بن عبد مناف بن قصي بن كلاب بن مرة بن كعب بن لؤي بن غالب بن فهر بن مالك بن النضر بن كنانة بن خزيمة بن مدركة بن إلياس بن مضر بن نزار بن معد بن عدنان.[1]

## قصته مع رسول الله
كان عقبة بن أبي معيط من وجهاء قريش وكان خليلا لأمية بن خلف الجمحي، وكان عقبة يجالس النبي محمد بمكة	لا يؤذيه، وكان رجلاً حليماً، وكان بقية قريش إذا جلسوا معه آذوه، وكان قد صنع وليمة فدعا إليها قريشا، ودعا رسول الله  فأبى أن يأتيه إلا أن يسلم، وكره عقبة أن يتأخر عن طعامه من أشراف قريش أحد فأسلم ونطق بالشهادتين، فأتاه رسول الله وأكل من طعامه وكان خليل أبي معيط أمية بن خلف غائبا عنه بالشام فقالت قريش: صبأ أبو معيط، ولما قدم خليله من الشام ليلاً، قال: ما فعل خليلي أبو معيط؟ فقالوا: صبأ، فبات بليلة سوء، فلما أصبح أتاه أبو معيط، فحياه، فلم يرد عليه التحية، فقال: مالك لا تردّ عليّ تحيتي؟، فقال: كيف أرد عليك تحيتك، وقد صبوت؟ قال: أو قد فعلتها قريش؟ قال: نعم، فقال عقبة: رأيت عظيما ألا يحضر طعامي رجل من أشراف قريش، فقال	له أمية: وجهي من وجهك حرام إن لقيت محمدا قال أبو معيط: فما يبريء صدرك إن أنا فعلته؟ فقال له خليله: لا أرضى حتى ترجع تأتيه في مجلسه	فتبزق في وجهه، وتشتمه بأخبث ما تعلم من الشتم وتبصق في وجهه وتطأ عنقه وتقول كيت وكيت. ففعل عدو الله ما أمره به خليله، طاعة لخليله وإرضاءً له ولما بصق عقبة في وجه رسول الله رجع	بصاقه في وجهه وشوى وجهه وشفتيه، حتى أثر في وجهه وأحرق خديه، فلم	يزل أثر ذلك في وجهه حتى قتل، فنذر النبيقتله	فلما كان يوم بدر، وخرج أصحابه أبى أن يخرج، فقال له أصحابه: أخرج	معنا، قال: وعدني هذا الرجل إن وجدني خارجاً من جبال مكة أن يضرب عنقي صبراً. فقالوا: لك جمل أحمر لا يدرك، فلو كانت الهزيمة طرت عليه، فخرج	معهم، فلما هزم الله المشركين، وحمل به جمله في جدود من الأرض، فأخذه رسول الله صلى الله عليه وسلم أسيراً في سبعين من قريش، وقدم إليه أبو معيط، فقال: أتقتلني من بين هؤلاء؟ قال: " نعم بما بزقت في وجهي "، فأنزل الله في أبي معيط: ﴿وَيَوْمَ يَعَضُّ الظَّالِمُ عَلَى يَدَيْهِ يَقُولُ يَا لَيْتَنِي اتَّخَذْتُ مَعَ الرَّسُولِ سَبِيلًا ۝٢٧﴾ (سورة الفرقان، الآية 27).

## وفاته
فقتله النبي صلى الله عليه وسلم يوم بدر صبرا، وقتل أمية في المعركة فكان هذا من دلائل نبوة النبي صلى الله عليه وسلم, لأنه أخبر عنهما بهذا فقتلا على الكفر. وقيل أن الذي قتله هو الصحابي عاصم بن ثابت لما فعله مع رسول الله عندما قال الرسول ما كان يفعله عقبة ابن أبي معيط معه.

## طالع كذلك
- أمية بن خلف
- غزوة بدر

## وصلات خارجية
- أطلس المعلّقات.